# Martin Keßler (Theologe)

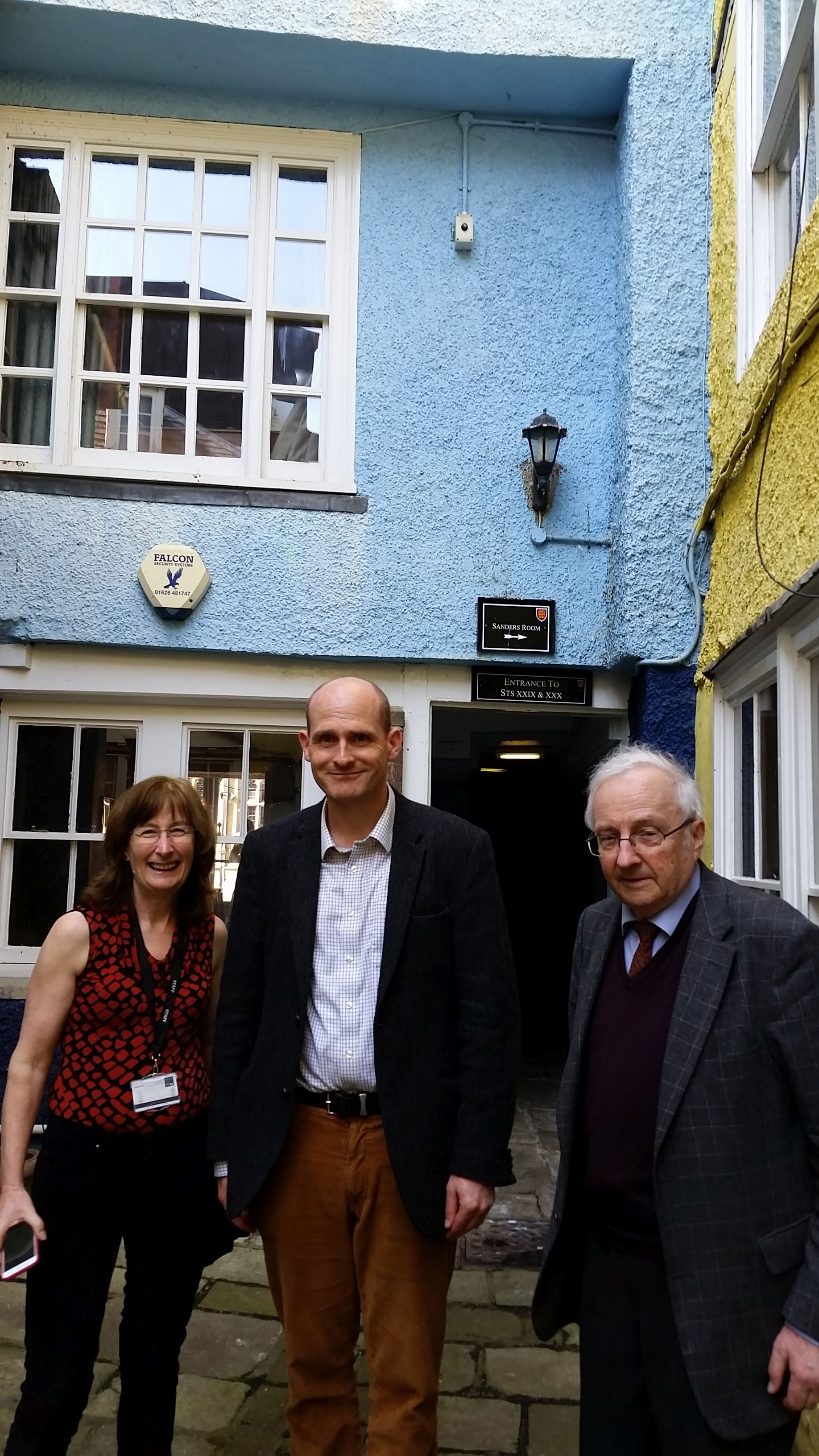
Lyndal Roper, Martin Keßler und Rudolf Smend in Oriel College, University of Oxford

Martin Keßler (* 1975 in Coburg) ist ein deutscher evangelischer Theologe.

## Leben
Nach dem Studium (1995–2000) der evangelischen Theologie in Heidelberg, Erlangen und München (Stipendiat der Studienstiftung des deutschen Volkes) war er von 2001 bis 2007 wissenschaftlicher Mitarbeiter des SFB 482 „Ereignis Jena-Weimar. Kultur um 1800“, FSU Jena. Nach der Promotion 2006 bei Volker Leppin war er von 2006 bis 2009 Oberassistent für Kirchen- und Theologiegeschichte an der Universität Basel (Martin Wallraff). Nach der Habilitation 2013 bei Thomas Kaufmann war er von 2018 bis 2020 Heisenberg-Professor für neuzeitliche Kirchengeschichte mit den Schwerpunkten Auslegungsgeschichte und digital humanities  an der Goethe-Universität Frankfurt am Main. Von 2020 bis 2022 war er Professor für Kirchen- und Theologiegeschichte an der Universität Basel. Seit 2022 hat er eine Schlegel-Professur an der Universität Bonn inne.
Seine Forschungsschwerpunkte sind biblische Auslegungsgeschichte, Kirchenväterrezeption in der Neuzeit, Reformationsgeschichte, Theologie- und Predigtgeschichte des 18. und 19. Jahrhunderts und Forschungs- und Wissenschaftsgeschichte.

## Schriften (Auswahl)
- Johann Gottfried Herder – der Theologe unter den Klassikern. Das Amt des Generalsuperintendenten von Sachsen-Weimar. Berlin 2007, ISBN 3-11-019152-0.
- „Dieses Buch von einem protestantischen Frauenzimmer“. Eine unbekannte Quelle von Lessings „Erziehung des Menschengeschlechts“?. Göttingen 2009, ISBN 978-3-8353-0432-1.
- Das Karlstadt-Bild in der Forschung. Tübingen 2014, ISBN 978-3-16-153175-0.
- Luthers Schriften für die Gegenwart. Drei konkurrierende Editionsvorhaben der 1930er und 1940er Jahre. Tübingen 2019, ISBN 3-16-158938-6.